# ديك شابمان
ديك شابمان (بالإنجليزية: Dick Chapman)‏ هو لاعب غولف أمريكي، ولد في 23 مارس 1911 في غرينيتش في الولايات المتحدة، وتوفي في 15 نوفمبر 1978 في رانشو سنتا في ‏ في الولايات المتحدة.